# Разбојени (Јаши)
Разбојени (рум. Războieni) насеље је у Румунији у округу Јаши у општини Јон Некулче. Oпштина се налази на надморској висини од 106 m.

## Становништво
Према подацима из 2002. године у насељу је живело 1694 становника, од којих су сви румунске националности.